# Partido di General Guido
Il partido di General Guido è un dipartimento (partido) dell'Argentina facente parte della Provincia di Buenos Aires. Il capoluogo è General Guido.